# جوزيف أندرسون
جوزيف أندرسون (بالإنجليزية: Joseph Anderson)‏ هو سياسي بريطاني وأسترالي (وحمل سابقاً جنسية المملكة المتحدة لبريطانيا العظمى وأيرلندا)، ولد في 1876، وتوفي في 3 ديسمبر 1947. في 1938 South Australian state election ‏، انتخب عضو مجلس جنوب أستراليا التشريعي عن دائرة Central District No. 1 (South Australian Legislative Council) ‏ وقد انضم خلال فترته النيابية ‏ (24 أكتوبر 1931 – 3 أبريل 1944)  للكتلة البرلمانية مستقل.